# IC 377
IC 377 ist eine Spiralgalaxie vom Hubble-Typ Sab im Sternbild Eridanus am Südsternhimmel. Sie ist schätzungsweise 408 Mio. Lichtjahre von der Milchstraße entfernt und hat einen Durchmesser von etwa 110.000 Lj.
Im selben Himmelsareal befinden sich u. a. die Galaxien IC 375, IC 376, IC 378, IC 380.
Entdeckt wurde das Objekt am 14. Oktober 1891 vom französischen Astronomen Stéphane Javelle.